# República Popular China en los Juegos Olímpicos de Río de Janeiro 2016
La República Popular China estuvo representada en los Juegos Olímpicos de Río de Janeiro 2016 por un total de 392 deportistas, 241 mujeres y 151 hombres, deportistas que compitieron en 32 deportes.
El portador de la bandera en la ceremonia de apertura fue el esgrimidor Lei Sheng.

## Medallistas
El equipo olímpico chino obtuvo las siguientes medallas:
| Nombre                                                                                             | Deporte               | Competición                    |
| -------------------------------------------------------------------------------------------------- | --------------------- | ------------------------------ |
| Oro                                                                                                |                       |                                |
| Liu Hong                                                                                           | Atletismo             | 20 km marcha F                 |
| Wang Zhen                                                                                          | Atletismo             | 20 km marcha M                 |
| Chen Long                                                                                          | Bádminton             | Individual M                   |
| Fu Haifeng Zhang Nan                                                                               | Bádminton             | Dobles M                       |
| Gong Jinjie Zhong Tianshi                                                                          | Ciclismo en pista     | Velocidad por eqs. F           |
| Deng Wei                                                                                           | Halterofilia          | 63 kg F                        |
| Xiang Yanmei                                                                                       | Halterofilia          | 69 kg F                        |
| Meng Suping                                                                                        | Halterofilia          | +75 kg F                       |
| Long Qingquan                                                                                      | Halterofilia          | 56 kg M                        |
| Shi Zhiyong                                                                                        | Halterofilia          | 69 kg M                        |
| Lyu Xiaojun                                                                                        | Halterofilia          | 77 kg M                        |
| Sun Yang                                                                                           | Natación              | 200 m libre M                  |
| Shi Tingmao                                                                                        | Saltos                | Trampolín 3 m F                |
| Ren Qian                                                                                           | Saltos                | Plataforma 10 m F              |
| Shi Tingmao Wu Minxia                                                                              | Saltos                | Trampolín 3 m sincro. F        |
| Chen Ruolin Liu Huixia                                                                             | Saltos                | Plataforma 10 m sincro. F      |
| Cao Yuan                                                                                           | Saltos                | Trampolín 3 m M                |
| Chen Aisen                                                                                         | Saltos                | Plataforma 10 m M              |
| Chen Aisen Lin Yue                                                                                 | Saltos                | Plataforma 10 m sincro. M      |
| Zheng Shuyin                                                                                       | Taekwondo             | +67 kg F                       |
| Zhao Shuai                                                                                         | Taekwondo             | –58 kg M                       |
| Ding Ning                                                                                          | Tenis de mesa         | Individual F                   |
| Ding Ning Li Xiaoxia Liu Shiwen                                                                    | Tenis de mesa         | Equipo F                       |
| Ma Long                                                                                            | Tenis de mesa         | Individual M                   |
| Ma Long Xu Xin Zhang Jike                                                                          | Tenis de mesa         | Equipo M                       |
| Zhang Mengxue                                                                                      | Tiro                  | Pistola de aire 10 m F         |
| Equipo                                                                                             | Voleibol              | Torneo F                       |
| Plata                                                                                              |                       |                                |
| Zhang Wenxiu                                                                                       | Atletismo             | Martillo F                     |
| Cai Zelin                                                                                          | Atletismo             | 20 km marcha M                 |
| Yin Junhua                                                                                         | Boxeo                 | –60 kg F                       |
| Hao Jialu Sun Yiwen Sun Yujie Xu Anqi                                                              | Esgrima               | Espada por eqs. F              |
| Dong Dong                                                                                          | Gimnasia              | Trampolín ind. M               |
| Tian Tao                                                                                           | Halterofilia          | 85 kg M                        |
| Sun Yang                                                                                           | Natación              | 400 m libre M                  |
| Xu Jiayu                                                                                           | Natación              | 100 m espalda M                |
| Huang Xuechen Sun Wenyan                                                                           | Natación sincronizada | Dúo F                          |
| Gu Xiao Guo Li Huang Xuechen Li Xiaolu Liang Xinping Sun Wenyan Tang Mengni Yin Chengxin Zeng Zhen | Natación sincronizada | Equipo F                       |
| He Zi                                                                                              | Saltos                | Trampolín 3 m F                |
| Si Yajie                                                                                           | Saltos                | Plataforma 10 m F              |
| Li Xiaoxia                                                                                         | Tenis de mesa         | Individual F                   |
| Zhang Jike                                                                                         | Tenis de mesa         | Individual M                   |
| Du Li                                                                                              | Tiro                  | Rifle de aire 10 m F           |
| Zhang Binbin                                                                                       | Tiro                  | Rifle 3 posiciones 50 m F      |
| Chen Peina                                                                                         | Vela                  | RS:X F                         |
| Bronce                                                                                             |                       |                                |
| Lü Xiuzhi                                                                                          | Atletismo             | 20 km marcha F                 |
| Dong Bin                                                                                           | Atletismo             | Triple salto M                 |
| Zhang Nan Zhao Yunlei                                                                              | Bádminton             | Dobles mixto                   |
| Ren Cancan                                                                                         | Boxeo                 | –51 kg F                       |
| Li Qian                                                                                            | Boxeo                 | –75 kg F                       |
| Hu Jianguan                                                                                        | Boxeo                 | –52 kg M                       |
| Sun Yiwen                                                                                          | Esgrima               | Espada ind. F                  |
| Li Dan                                                                                             | Gimnasia              | Trampolín F                    |
| Fan Yilin Mao Yi Shang Chunsong Tan Jiaxin Wang Yan                                                | Gimnasia              | Concurso por equipos F         |
| Gao Lei                                                                                            | Gimnasia              | Trampolín M                    |
| Deng Shudi Lin Chaopan Liu Yang You Hao Zhang Chenglong                                            | Gimnasia              | Concurso por equipos M         |
| Feng Shanshan                                                                                      | Golf                  | Torneo F                       |
| Yu Song                                                                                            | Judo                  | +78 kg F                       |
| Cheng Xunzhao                                                                                      | Judo                  | –90 kg M                       |
| Sun Yanan                                                                                          | Lucha libre           | 48 kg F                        |
| Zhang Fengliu                                                                                      | Lucha libre           | 75 kg F                        |
| Fu Yuanhui                                                                                         | Natación              | 100 m espalda F                |
| Shi Jinglin                                                                                        | Natación              | 200 m braza F                  |
| Wang Shun                                                                                          | Natación              | 200 m estilos M                |
| Duan Jingli                                                                                        | Remo                  | Scull individual (W1X) F       |
| Huang Wenyi Pan Feihong                                                                            | Remo                  | Doble scull ligero (LW2X) F    |
| Cao Yuan Qin Kai                                                                                   | Saltos                | Trampolín 3 m sincronizado M   |
| Yi Siling                                                                                          | Tiro                  | Rifle de aire 10 m F           |
| Du Li                                                                                              | Tiro                  | Rifle 3 posiciones 50 m F      |
| Pang Wei                                                                                           | Tiro                  | Pistola de aire 10 m M         |
| Li Yuehong                                                                                         | Tiro                  | Pistola rápida de fuego 25 m M |